# Трупы (фильм, 2009)
Трупы (фр. Cadavres), в российских кинообзорах также известен как Завещание призрака — квебекский фильм режиссёра Эрика Канюэля в жанре «чёрной комедии», вышедший на экраны в феврале 2009 года.

## Сюжет
Героями фильма являются члены семьи, у каждого из которых есть свои «тараканы». Мать — депрессивная алкоголичка, ведущая беспорядочную половую жизнь и изображающая бывших любовников на стене своей квартиры; сын ещё не до конца спился, но уже близок к тому; дочь (его сестра), судя по намёкам, когда-то имела со своим братом плотские отношения, в результате чего переехала и прервала связи с семьёй.
Возвращаясь домой после очередной пьянки, мать начинает доставать своего сына, то угрожая пистолетом, то требуя убить её. В конце концов у сына срывает катушку, тот стреляет в мать и выбрасывает труп в канаву. Опомнившись, он звонит сестре, которая ничуть не удивляется новости. Утром вместе они решают найти труп и находят — но это оказывается другой труп. В жизни сразу появляется много проблем, из которых полиция — далеко не самая основная.

## В ролях
- Патрик Юар: Реймонн Маршильдон
- Жюли Ле Бретон: Анжель, сестра
- Сильвия Буше: мать
- Кристиан Бежен: полицейский Пилон
- Кристофер Хейердал: Пауло
- Мари Брассар: Полетт
- Патрис Робитай: Жо-Луи
- Юголен Шевретт: Рокки
- Жиль Рено: продюсер